# Nauruisches Parlament
Koordinaten: 0° 32′ 49,6″ S, 166° 55′ 0,4″ O
Das nauruische Parlament, auch nur als The House bezeichnet, ist die oberste gesetzgebende Macht im Inselstaat Nauru. Das Einkammerparlament wurde am 31. Januar 1968 im Zuge der Unabhängigkeit Naurus gemäß Artikel 26 und 27 der Verfassung begründet.
Das Parlament besteht aus 19 Mitgliedern, die alle unabhängig (parteilos) sind. Es wählt den Präsidenten aus seiner Mitte. Amtierender Präsident ist Lionel Aingimea.

## Sitz des Parlaments
Das Parlament tagt in einem Gebäudekomplex in Yaren, das hauptsächlich aus rosa und weißem Marmor aus Australien errichtet wurde. Neben dem Sitzungssaal, verschiedenen Büros und Sekretariaten beherbergt das Gebäude auch die Kantine und das Parlamentsarchiv.
Das Parlament hält seine Sitzungen in der Regel dienstags und donnerstags ab. 

## Wahlen

### Wahlverfahren
In der Regel wird das nauruische Parlament alle drei Jahre gewählt, es sei denn, es löst sich früher auf. Die Parlamentswahlen finden nach dem Dowdall-System statt, einem modifizierten Borda-Wahl-System (da in jedem der acht Wahlkreise mehrere Mitglieder gewählt werden, anstatt nur eines). Jeder Wähler muss auf dem Stimmzettel die in seinem Wahlkreis angetretenen Kandidaten entsprechend seinen Vorstellungen priorisieren (1 für höchste Priorität). Die Prioritäten sind mit (abnehmenden) Punktzahlen assoziiert und die Kandidaten mit den meisten Punkten gelten als gewählt.
Die Wahl ist obligatorisch für die Wahlberechtigten, bei Verweigerung fällt eine Geldstrafe von 6 AU$ an. Wahlberechtigt sind nauruische Staatsbürger, die das 20. Lebensjahr erreicht haben und im Land leben. Für die Kandidaten gelten die gleichen Voraussetzungen, außerdem sind bestimmte Personen ausgeschlossen (nicht rehabilitierte Konkursschuldner, Geisteskranke, zum Tode Verurteilte oder bei Gefängnisstrafe von mindestens einem Jahr). Ein Kandidat muss 500 AU$ zahlen, um bei der Wahl antreten zu dürfen. Früher betrug diese Gebühr 100 AU$, sie wurde aber im Vorfeld der Wahl 2016 von der Regierung erhöht (nachdem zunächst 2000 AU$ angekündigt waren, was nach einer Anfechtung beim Supreme Court aber zurückgezogen wurde).

### Wahl 2016
Das 22. Parlament wurde am 9. Juli 2016 gewählt (bzw. 11. Juli 2016 im Wahlkreis Aiwo). In der dreijährigen Amtsperiode zuvor hatte es Kontroversen gegeben. So wurden im Mai bzw. Juni 2014 insgesamt fünf Parlamentsmitglieder (Mathew Batsiua, Roland Kun, Sprent Dabwido, Squire Jeremia und Kieren Keke) suspendiert, da sie sich in den Medien kritisch über die Regierung des Präsidenten Baron Waqa geäußert hatten bzw. ihr Verhalten als ungebärdig eingestuft wurde („behaving in an unruly manner“). Danach bestand das Parlament nur noch aus 14 Mitgliedern. Bei der nächsten Wahl 2016 traten vier der betroffenen Politiker wieder an, von denen aber nur Kieren Keke erfolgreich war. Von den übrigen Parlamentsmitgliedern wurden fast alle wiedergewählt, außer Ludwig Scotty und Marcus Stephen. Es handelte sich um die erste nauruische Parlamentswahl, bei der internationale Beobachter zugelassen waren.
Am 12. Juli 2016 wählte das Parlament erneut Baron Waqa zum Präsidenten mit 16 zu 2 Stimmen. Gegenkandidat war Riddell Akua.

### Wahl 2022
Die letzte Wahl fand am 24. September 2022 statt.

## Mitglieder des nauruischen Parlaments, Stand 2017 (vor der Wahl 2019)
| Wahlkreis | seit 9. Juli 2016 | Bemerkungen                              |
| --------- | ----------------- | ---------------------------------------- |
| Aiwo      | Milton Dube       |                                          |
| Aiwo      | Aaron Cook        |                                          |
| Anabar    | Jaden Dogireiy    |                                          |
| Anabar    | Riddell Akua      |                                          |
| Anetan    | Sean Oppenheimer  |                                          |
| Anetan    | Cyril Buraman     | Sprecher                                 |
| Boe       | Asterio Appi      |                                          |
| Boe       | Baron Waqa        | Präsident Naurus                         |
| Buada     | Shadlog Bernicke  |                                          |
| Buada     | Jason Agir        |                                          |
| Meneng    | Tawaki Kam        |                                          |
| Meneng    | Lionel Aingimea   |                                          |
| Meneng    | Vodrick Detsiogo  |                                          |
| Ubenide   | David Adeang      |                                          |
| Ubenide   | Ranin Akua        |                                          |
| Ubenide   | Russ Kun          |                                          |
| Ubenide   | Valdon Dowiyogo   | bis 8. Dezember 2016 (verstorben)        |
| Ubenide   | Gabrissa Hartman  | ab 20. Januar 2017 (für Valdon Dowiyogo) |
| Yaren     | Charmaine Scotty  |                                          |
| Yaren     | Kieren Keke       |                                          |